# Herkenrade
Herkenrade (Limburgs: Herkenter) is een buurtschap die behoort bij het kerkdorp Sint Geertruid, maar een daarvan afwijkende geschiedenis heeft. Het valt gemeentelijk onder Eijsden-Margraten. De buurtschap is gelegen op het Plateau van Margraten. Ten zuiden van Herkenrade begint het droogdal Herkenradergrub die insnijdt op dit plateau en ruim twee kilometer naar het westen loopt alvorens uit te monden in het Maasdal.

## Etymologie
De naam 'Herkenrade' is samengesteld uit het woord 'Harc', dat (heilig) bos betekent, en 'rade' dat gerooide plek betekent.

## Geschiedenis
Herkenrade is tussen de 11e eeuw en de 13e eeuw gesticht vanuit de heerlijkheid Eijsden. Daarom werd de plaats ook wel Eijsden op den Berg genoemd. De plaats was ooit groter dan het nabijgelegen Sint Geertruid, maar ze had geen eigen parochiekerk. Dat kwam, omdat Herkenrade in 1662 aan de Landen van Overmaas werd toebedeeld, terwijl Sint Geertruid bij de heerlijkheid Breust bleef behoren. De Landen van Overmaas behoorden tot de Republiek der Verenigde Nederlanden, waar de uitoefening der katholieke godsdienst aanvankelijk verboden was. De parochiekerk van de bewoners van Herkenrade bevond zich dus in Sint Geertruid.
In 1828 werd de gemeente Sint Geertruid gesticht, waarvan Herkenrade deel ging uitmaken.
Sinds 1982 ging de buurtschap deel uitmaken van de gemeente Margraten en sinds 2011 van de gemeente Eijsden-Margraten.

## Economie
Tot omstreeks 1950 bestonden de bestaansmiddelen van Herkenrade vrijwel geheel uit landbouw en veeteelt. Er bestonden en bestaan nog prachtige boerderijen en vakwerkhuizen.

## Bezienswaardigheden
- De Lourdesgrot uit 1942 werd gebouwd door de Katholieke Actie, een groepering die buiten de nazi-bemoeienis om kon blijven functioneren. De grot is opgebouwd uit vuursteenknollen die uit een kiezelgroeve aan de Banholtergrubbe werden gehaald.
- De waterput, oorspronkelijk 60 meter diep, bestond al in de eerste helft van de 19e eeuw. Hij raakte in onbruik toen Herkenrade in 1932 werd aangesloten op de waterleiding, en hij werd gedempt in 1946. In 1996 werd, op een andere plaats, een nieuwe put gegraven en geopend, dankzij een buurtinitiatief.
- Herkenrade telt vijf wegkruizen, die alle in 2001 zijn gerestaurerd. De meeste zijn van gietijzer en één is van smeedijzer.

## Nabijgelegen kernen
Mheer, Banholt, Bruisterbosch, Sint Geertruid

## Zie ook

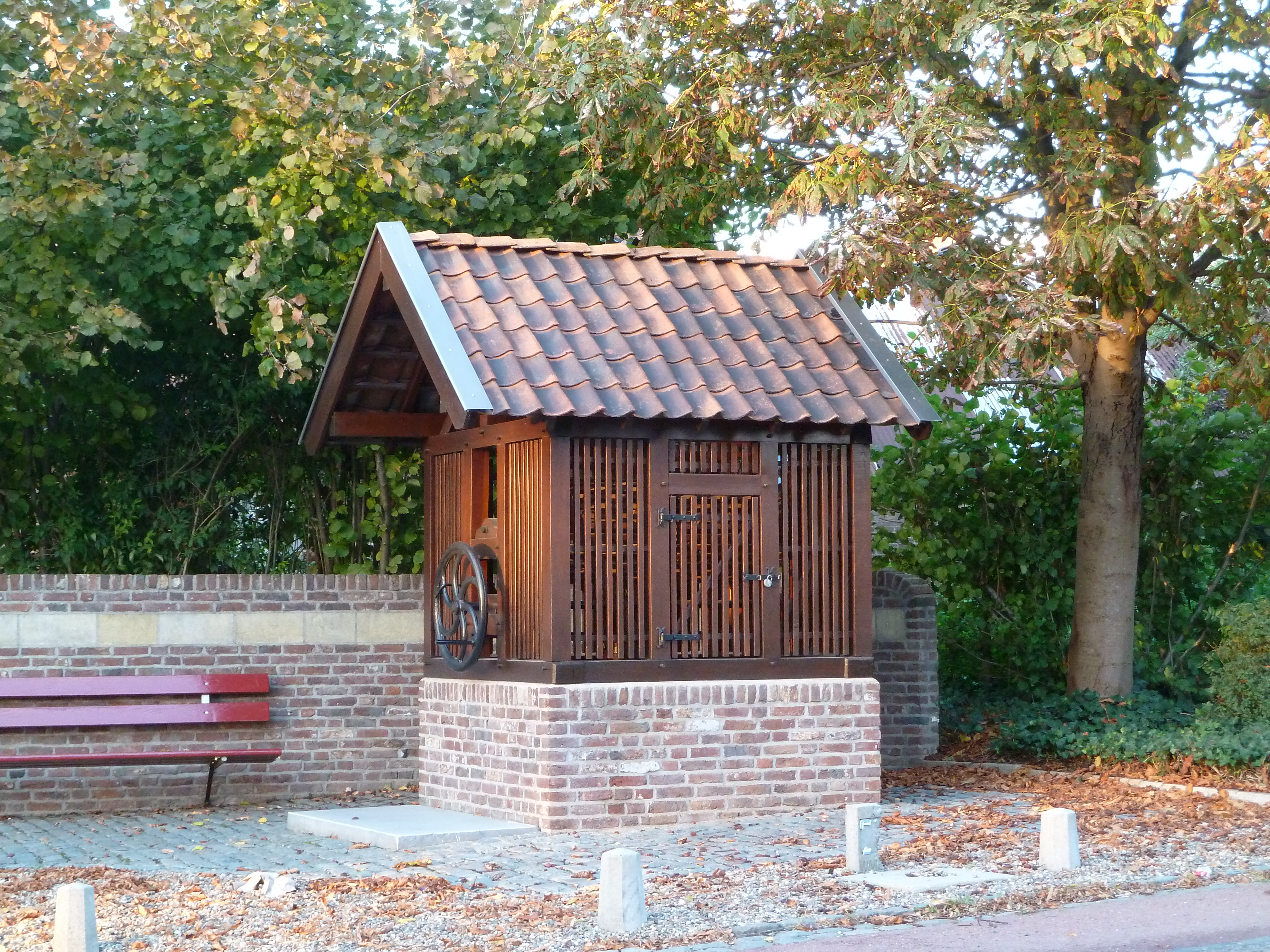
Zwingelput
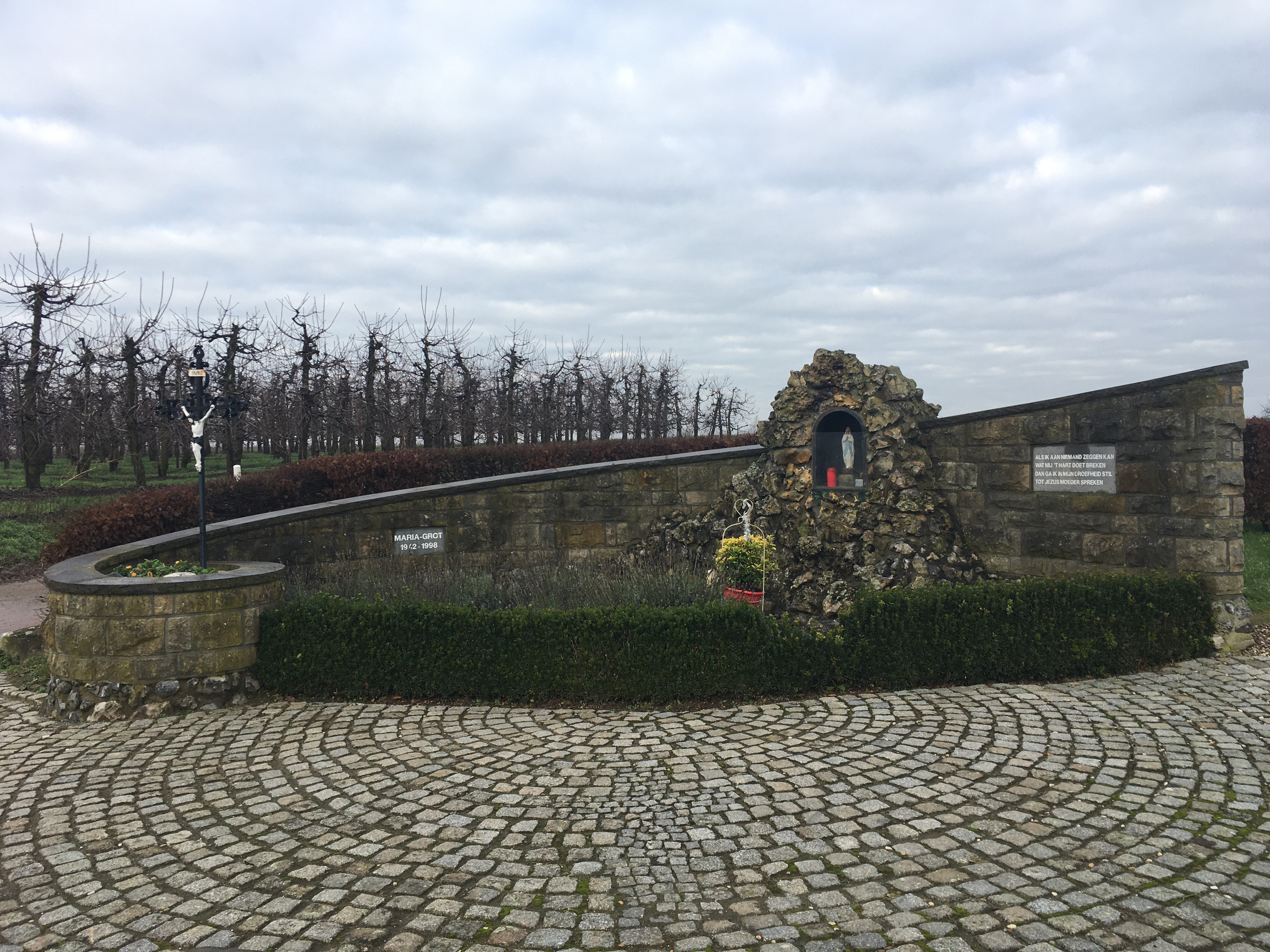
Mariagrot Schoolstraat-Endepoelsweg
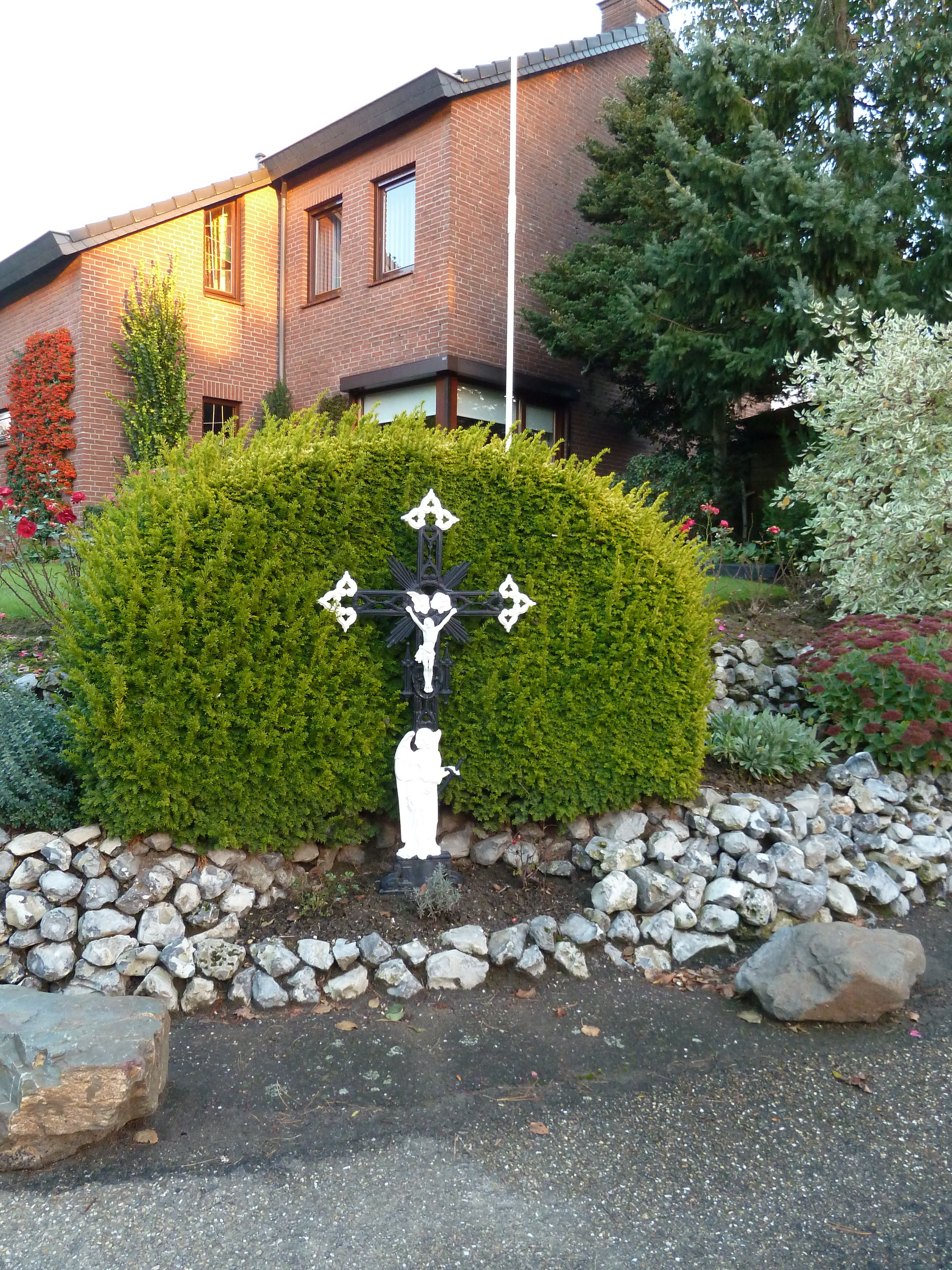
Wegkruis Roskuil-Herkenrade
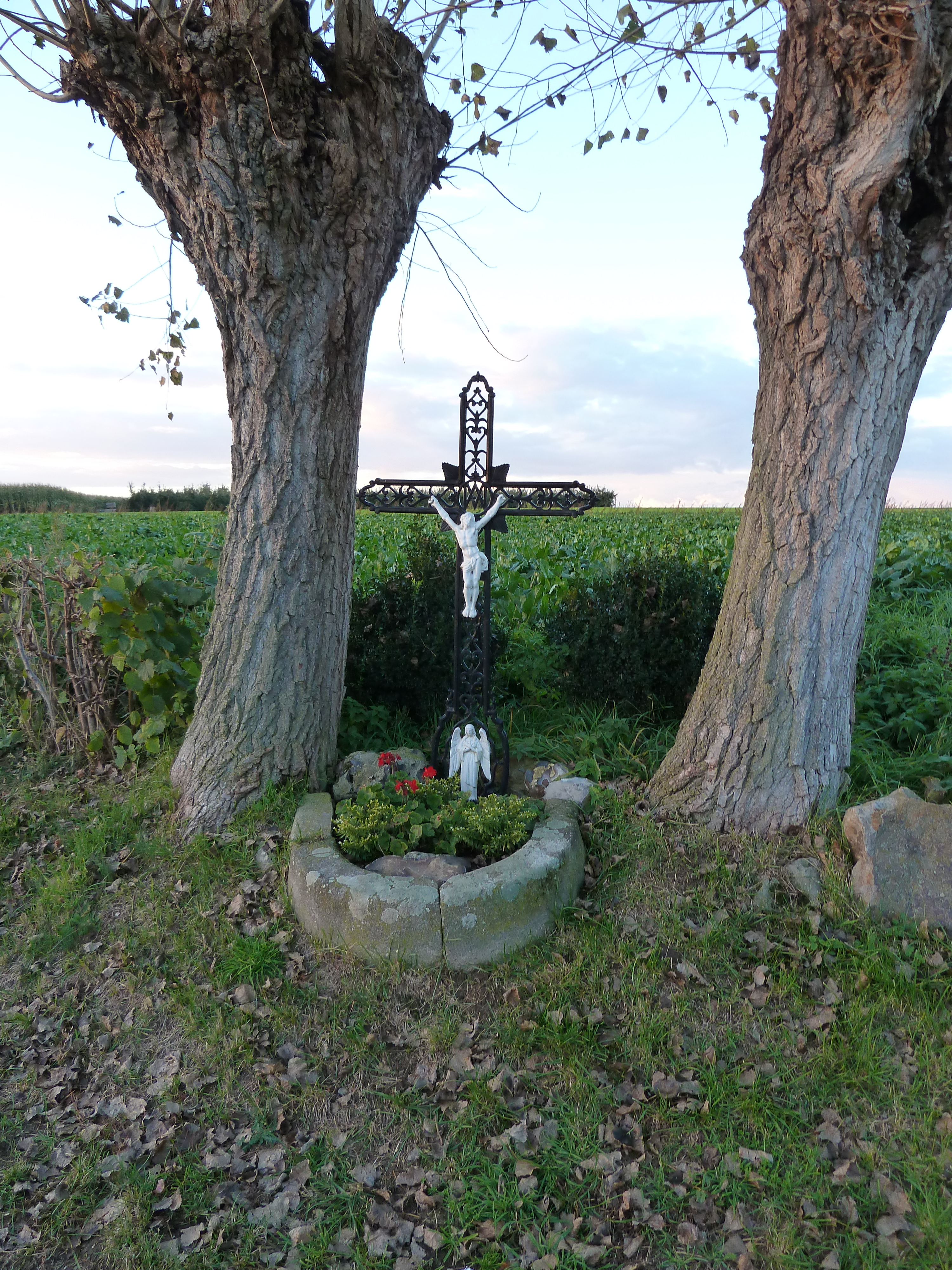
Wegkruis Roskuil-Schoolstraat